# Pero erubescens
Pero erubescens är en fjärilsart som beskrevs av J. Peter Maassen 1890. Pero erubescens ingår i släktet Pero och familjen mätare. Inga underarter finns listade i Catalogue of Life.